# Guilford (hrabstwo Piscataquis)
Guilford – jednostka osadnicza w Stanach Zjednoczonych, w stanie Maine, w hrabstwie Piscataquis.